# Château Coutet
Château Coutet es un vino clasificado como Premier Cru en la Clasificación Oficial del Vino de Burdeos de 1855 original, dentro de la AOC Sauternes dentro de Barsac en la Gironda, en el viñedo de Burdeos. Château Coutet es uno de los más antiguos viñedos productores de Sauternes, a veces citado como gemelo de la otra finca Premier cru de Barsac, Château Climens.
Coutet produce también un segundo vino, Chartreuse de Coutet, un vino blanco seco llamado Vin Sec de Chateau Coutet y un cuvée en cosechas de excepcional calidad, Cuvée Madame.

## Historia
Fue adquirido en 1643 por Charles le Guerin, señor de Coutet, un consejero en el parlamento de Burdeos. En 1695 pasó la finca a su sobrino, Jean le Pichard, cuyos descendientes fueron propietarios de Coutet hasta 1788. Fue en esta época en la que Thomas Jefferson citó Coutet como el mejor Sauternes de Barsac.
Coutet fue más tarde adquirido por Gabriel-Barthelemy-Romain de Filhot, presidente del parlamento de Burdeos y primo del anterior propietario. Como consecuencia de la Revolución francesa, Château Coutet fue confiscado por el estado en 1794 y de Filhot decapitado. Château Coutet fue heredado más tarde por el marqués Romain Bertrand de Lur Saluces, hijo de Marie-Geneviève de Filhot y Antoine-Marie de Lur Saluces. De Lur Saluces era también entonces propietario de Château d'Yquem, Château Filhot y Château de Malle y por lo tanto el mayor productor de vinos blancos dulces del mundo.
Château Coutet permaneció a cargo de la familia Lur Saluces hasta 1923. Entonces Henry-Louis Guy, un fabricante de prensas de vino hidráulicas de Lyon, adquirió Château Coutet. Esta transacción separó la finca del Château d'Yquem. Guy equipó la bodega con sus prensas verticales, aún usadas actualmente en cada cosecha. En 1977, la familia Baly adquirió la propiedad, siendo los propietarios actuales. En 1994, Coutet firmó un acuerdo con Philippine de Rothschild dándole derechos de distribución exclusivos a "Baron Philippe de Rothschild S.A."

### Arquitectura
En pie sobre el patio principal, la torre cuadrada del château se cree que data del siglo XIII con un diseño típico de las construcciones militares de la época de la ocupación inglesa de Aquitania. Una segunda torre, ubicada en la parte norte, es otro ejemplo de la arquitectura de la época. Este hito se construyó al principio para criar palomas y pavos reales para los señores gascones de la región. Más elementos de la arquitectura de otros siglos definen la arquitectura de la propiedad, entre ellos una capilla del siglo XIV y dos torres del XVI.
La arquitectura de la parte más antigua del château es idéntica a la de Château d'Yquem, y el pozo del patio es una réplica exacta.
Coutet es también la sede de la más larga bodega de Sauternes con 110 metros de largo y más de 860 barriles.

## Producción
Localizada entre el río Garona y el Ciron, Château Coutet se beneficia de un microclima cuyas nieblas otoñales son necesarias para la difusión de la Botrytis cinerea. La zona de viñedo se extiende a 38 hectáreas con variedades de uva de 75% semillón, 23% sauvignon blanc y 2% muscadelle.
Se producen de media 4500 cajas cada año del Grand vin Château Coutet. Adicionalmente se produce un segundo vino Chartreuse de Coutet con las vides más jóvenes de la finca, y un vino blanco seco llamado Vin Sec de Château Coutet. En cosechas infrecuentes de calidad excepcional, un vino con selección baya a baya se produce con el nombre de Cuvée Madame. Creado por vez primera por Edmond Rolland en honor de su esposa en 1922, tiene una producción típica de 700 cajas.